# Labichea teretifolia
Labichea teretifolia är en ärtväxtart som beskrevs av Charles Austin Gardner. Labichea teretifolia ingår i släktet Labichea och familjen ärtväxter.

## Underarter
Arten delas in i följande underarter:
- L. t. grandistipulata
- L. t. teretifolia